# Fulladu West
Il distretto di Fulladu West è un distretto del Gambia nella Divisione del Central River con 71.669 abitanti al censimento del 2003.

## Società

### Evoluzione demografica
In base ai dati del censimento 1993 la popolazione del distretto era così suddivisa dal punto di vista etnico:
| Etnia       | Abitanti | %     |
| ----------- | -------- | ----- |
| Mandingo    | 17.707   | 32,78 |
| Fulani      | 20.450   | 37,86 |
| Wolof       | 9.574    | 17,72 |
| Jola        | 437      | 0,81  |
| Serahule    | 5.329    | 9,86  |
| Altre etnie | 1.219    | 2,26  |